# Gogo (Costa do Marfim)
Gogo é uma vila no nordeste da Costa do Marfim. É uma sub-prefeitura do Téhini (departamento) na Bounkani (região), Zanzan (distrito).
Gogo foi uma comuna até março de 2012, quando se tornou uma das 1126 comunas por todo o país que foram abolidas.